# Altenwohnanlage St. Pauli Stift
Die Altenwohnanlage St. Pauli Stift in Bremen-Neustadt, St.-Pauli-Deich 1 / Friedrich-Ebert-Straße, gehört zu den bedeutenden Bremer Bauwerken.

## Geschichte
Die vier- und siebengeschossige Altenwohnanlage wurde 1997 auf dem Grundstück der alten St.-Pauli-Kirche mit 30 Altenwohnungen und Läden im Erdgeschoss nach Plänen der Architekten Manfred Schomers und Rainer Schürmann (Bremen) für den Verein St. Pauli-Stift gebaut. Das Ensemble in der Nähe zur Kleinen Weser und dem kleinen Werdersee besteht aus vier Elementen: Der zentrale „Turm“ mit einer Sonnenterrasse mit Rundumblick, zwei viergeschossige Flügelbauten und die innen liegenden, zu den Wohnungen führenden Laubengänge mit einer viergeschossigen Halle. Die glasüberdachte Halle ist Treffpunkt und Veranstaltungsort für Konzerte, Lesungen und gemeinsame Aktivitäten. 
Das Haus erhielt 2004 vom BDA-Bremen den Bauherrenpreis. 
Da betreute Wohnen im Stift erfährt Unterstützung durch die Bremische Schwesternschaft vom Roten Kreuz durch ein breites Serviceangebot.
Die alte St.-Pauli-Kirche in der Bremer Neustadt war ein einfacher Saalbau mit Dachreiter von 1679/82, der 1944 im Zweiten Weltkrieg zerstört wurde.
Der architekturführer bremen schreibt zum Neubau: „… ein aufgeständerter Turm in die Höhe, der ein stadteräumlich wirksames Zeichen darstellt. Es entsteht ein Ort, der die Gemeinschaft der Bewohner - vielleicht mit etwas zu viel Pathos – architektonisch zum Ausdruck bringt“.